# Ново-Булгары
Но́во-Булга́ры (тат. Яңа Болгар) — татарское село в Икрянинском районе Астраханской области. Место компактного проживания булгаринских татар
Административный центр и единственный населённый пункт Ново-Булгаринского сельсовета.

## Инфраструктура
В селе действуют средняя школа, фельдшерско-акушерский пункт, клуб, сельская библиотека. Работают два продуктовых магазина. В селе есть несколько рыбоводческих прудов и животноводческих хозяйств.
Ново-Булгары — село запаромное, то есть не имеющее полноценного автомобильного сообщения с другими населёнными пунктами. В 2015 году село соединили новой дорогой и мостом через ерик Чилимный с трассой, ведущей из Астрахани в Житное. Эта дорога, однако, не сдана — она покрыта крупным щебнем, и ездить по ней запрещено. Единственный вид общественного транспорта, соединяющий Ново-Булгары с внешним миром — лодочная переправа через реку Бахтемир в одноимённое село, которое, в свою очередь, соединено с областным и районным центрами автобусным маршрутом. В будущем, после окончания строительства автодороги, местная администрация планирует открыть автобусное сообщение с Астраханью по территории Камызякского района через Комаровку и Волго-Каспийский, минуя Бахтемир.

## История
В начале XX века в Астрахань переселилась группа поволжских (казанских) татар, нанявшихся батраками к зажиточным юртовцам. В 1918 году они объединились и основали собственное село Новые Булгары
В 1929 году был организован сельскохозяйственный колхоз имени Вахитова (признан банкротом в 2003 году).
В 1990 году был образован Ново-Булгаринский сельский совет.

## Население
| 2002 | 2010 | 2012 | 2013 | 2014 | 2015 | 2016 |
| ---- | ---- | ---- | ---- | ---- | ---- | ---- |
| 528  | ↘489 | ↗500 | ↗514 | ↗523 | ↗535 | ↘532 |
| 2017 | 2018 | 2019 | 2020 | 2021 |      |      |
| ↗538 | ↗548 | ↘544 | ↘538 | ↗558 |      |      |

Жители преимущественно татары (60 % в 2002 г.)
| Национальность | Численность (2010) | Процент |
| -------------- | ------------------ | ------- |
| Татары         | 256                | 51,3%   |
| Казахи         | 73                 | 14,6%   |
| Русские        | 57                 | 11,4%   |
| Аварцы         | 12                 | 2,4%    |
| Греки          | 6                  | 1,2%    |
| Узбеки         | 6                  | 1,2%    |
| Чеченцы        | 6                  | 1,2%    |
| Булгары        | 4                  | 0,8%    |
| Лакцы          | 4                  | 0,8%    |
| Не указана     | 67                 | 13,3%   |
| Всего          | 499                | 100%    |

## География
Ново-Булгары расположены в дельте Волги, на левом берегу Бахтемира (Главный рукав), напротив посёлка Бахтемир.
Климат резко континентальный, с жарким и засушливым летом и бесснежной ветреной, иногда с большими холодами, зимой. Согласно классификации климатов Кёппена-Гейгера тип климата — семиаридный (индекс BSk).

## Улицы села
- улица Габдуллы Тукая
- улица Вахитова
- улица Тубайхтина
- улица Мусы Джалиля
- 1-я улица Нурмухамедова
- 2-я улица Нурмухамедова
- Казанская улица
- Молодёжная улица
- Спортивная улица
- Тихая улица
- Садовая улица
- 1-я Садовая улица
- 2-я Садовая улица
- Садовый переулок